# شهرستان سن میگل (نیومکزیکو)
شهرستان سن میگل، نیومکزیکو (به انگلیسی: San Miguel County, New Mexico) یک سکونتگاه مسکونی در ایالات متحده آمریکا است که در نیومکزیکو واقع شده‌است.

## خصوصیات
شهرستان سن میگل ۱۲٬۲۶۶٫۲۵ کیلومترمربع مساحت دارد.